# Ania (ca sĩ)
Anna Monika "Ania" Dąbrowska ([ˈaɲa dɔmˈbrɔvska]; sinh ngày 7 tháng 1 năm 1981), thông thường được gọi là Ania ([ˈaɲa]), là một nữ ca sĩ, sáng tác ca khúc và nhà soạn nhạc người Ba Lan, chuyên về dòng nhạc pop.
Ania vươn lên hàng ngôi sao ca nhạc vào năm 2004 với việc phát hành Samotność po zmierzchu – đĩa nhạc đã được giới phê bình hưởng ứng tích cực và gặt hái thành công thương mại. Album thứ hai Kilka historii na ten sam temat là lần đầu tiên cô kết hợp hoàn toàn phong cách retro. Ania tiếp tục khám phá những nét thẩm mỹ ở thập niên 1960 trong 2 album nữa cũng như trên phương diện hình ảnh đời tư của mình. Cô là một trong những nghệ sĩ được đề cử nhiều nhất của Fryderyk – giải thưởng âm nhạc quan trọng nhất tại Ba Lan với 8 lần đề cử. Ania đã phát hành 5 album phòng thu, 4 trong số đó đều giành ngôi quán quân trên bảng xếp hạng âm nhạc của Ba Lan và giành đĩa Bạch kim. Tính đến năm 2011, nữ ca sĩ đã bán ra hơn 200.000 album tại Ba Lan.

## Tiểu sử
Dąbrowska chào đời tại Chełm, Ba Lan, và bắt đầu học nhạc từ thời niên thiếu. Khi đang ở cấp trung học, Ania còn tham gia trường dạy nhạc để học chơi contrabass và tham dự nhiều cuộc thi ca hát. Sau đó cô theo học Trường khoa học xã hội và nhân văn Warszawa. Dąbrowska lần đầu hiện diện trước công chúng vòa năm 2002 với tư cách thí sinh của chương trình tìm kiếm tài năng ca hát Idol – phiên bản Ba Lan của cuộc thi Pop Idol. Cô đã lọt vào top 10 chung cuộc, nhưng bị loại khi đang nắm giữ vị trí thứ 8. Cùng năm đó, cô hợp tác cùng ca sĩ người Ba Lan Krzysztof Krawczyk trong album ...bo marzę i śnię của anh. Năm 2003, Ania phát hành đĩa đơn solo đầu tiên là "I See" và đạt được thành công ở mức khiêm tốn.

## Danh sách đĩa nhạc

### Album phòng thu
| Tựa                                                                                           | Chi tiết album | Vị trí xếp hạng cao nhất | Doanh số       | Chứng chỉ             |
| Tựa                                                                                           | Chi tiết album | POL                      | Doanh số       | Chứng chỉ             |
| --------------------------------------------------------------------------------------------- | --- | ------------------------ | -------------- | --------------------- |
| Samotność po zmierzchu                                                                        | - Phát hành: 23 tháng 2 năm 2004 - Hang đĩa: BMG Poland - Định dạng: CD(+CD), LP, tải kĩ thuật số                      | 1                        | - POL: 50.000+ | - POL: Vàng           |
| Kilka historii na ten sam temat                                                               | - Phát hành: 16 tháng 10 năm 2006 - Hãng đĩa: Sony BMG Music Entertainment Poland - Định dạng: CD, LP, tải kĩ thuật số | 1                        | - POL: 50.000+ | - POL: Bạch kim       |
| W spodniach czy w sukience?                                                                   | - Phát hành: 16 tháng 6 năm 2008 - Hãng đĩa: Sony BMG Music Entertainment Poland - Định dạng: CD, LP, tải kĩ thuật số  | 1                        | - POL: 50.000+ | - POL: Bạch kim       |
| Ania Movie                                                                                    | - Phát hành: 2 tháng 4 năm 2010 - Hãng đĩa: Sony Music Entertainment Poland - Định dạng: CD(+CD), LP, tải kĩ thuật số  | 1                        | - POL: 60.000  | - POL: Bạch kim       |
| Bawię się świetnie                                                                            | - Phát hành: 19 tháng 10 năm 2012 - Hãng đĩa: Jazzboy Records - Định dạng: CD(+CD), LP, tải kĩ thuật số                | 2                        | - POL: 30.000+ | - POL: Bạch kim       |
| Dla naiwnych marzycieli                                                                       | - Phát hành: 4 tháng 3 năm 2016 - Hãng đĩa: Sony Music Entertainment Poland                                            | 1                        | - POL: 60.000+ | - POL: 2 đĩa bạch kim |
| "—" chỉ một bản nhạc không lọt vào bảng xếp hạng hoặc không được phát hành tại thị trường đó. | |                          |                |                       |

### EP
| Tựa đề    | Chi tiết EP                                                                  |
| --------- | ---------------------------------------------------------------------------- |
| Live      | - Phát hành: 10 tháng 4 năm 2010 - Hãng đĩa: Jazzboy Records - Định dạng: CD |
| Bang Bang | - Phát hành: 10 tháng 4 năm 2010 - Hãng đĩa: Jazzboy Records - Định dạng: CD |

### Album tuyển tập
| Tựa đề      | Chi tiết EP                                                                                |
| ----------- | ------------------------------------------------------------------------------------------ |
| The Best of | - Phát hành: 10 tháng 11 năm 2017 - Hãng đĩa: Sony Music Entertainment - Định dạng: CD, LP |

### Video âm nhạc
| Năm  | Tựa                               | Đạo diễn                        | Album                                       |
| ---- | --------------------------------- | ------------------------------- | ------------------------------------------- |
| 2004 | "Tego chciałam"                   | Bo Martin                       | Samotność po zmierzchu                      |
| 2004 | "Glory"                           | Iza Poniatowska                 | Samotność po zmierzchu                      |
| 2004 | "Nie ma nic w co mógłbyś wierzyć" | Marta Pruska                    | Samotność po zmierzchu                      |
| 2006 | "Trudno mi się przyznać"          | Kama Czudowska and Miguel Nieto | Kilka historii na ten sam temat             |
| 2007 | "Musisz wierzyć"                  | Adrian Panek                    | Kilka historii na ten sam temat             |
| 2008 | "Nigdy więcej nie tańcz ze mną"   | Ania Dąbrowska                  | W spodniach czy w sukience?                 |
| 2008 | "W spodniach czy w sukience"      | Ania Dąbrowska                  | W spodniach czy w sukience?                 |
| 2009 | "Smutek mam we krwi"              | Ania Dąbrowska and Bo Martin    | W spodniach czy w sukience?                 |
| 2009 | "Nigdy nie mów nigdy"             | Mirosław Kuba Brożek            | Nigdy nie mów nigdy (soundtrack)            |
| 2010 | "Bang Bang"                       | 2 DajREKTORS                    | Ania Movie                                  |
| 2010 | "Silent Sigh"                     | Bo Martin                       | Ania Movie                                  |
| 2012 | "Bawię się świetnie"              | Marta Pruska                    | Bawię się świetnie                          |
| 2013 | "Jeszcze ten jeden raz"           | Artur Faryna                    | Bawię się świetnie                          |
| 2016 | "W głowie"                        | Ania Dąbrowska                  | Dla naiwnych marzycieli                     |
| 2016 | "Poskładaj mnie"                  | Małgorzata Suwała               | Dla naiwnych marzycieli                     |
| 2017 | "Porady na zdrady (Dreszcze)"     | Mirosław Kuba Brożek            | Porady na zdrady (soundtrack) / The Best of |
| 2017 | "Nieprawda"                       | Grupa 13                        | The Best of                                 |
| 2018 | "Serce nie sługa"                 | Pascal Pawliszewski             | Serce nie sługa (soundtrack)                |
| 2019 | "Lęk"                             | Sebastian Graboś                | Out                                         |

### Lần xuất hiện khác
| Bài hát                                                                      | Năm  | Album                                        |
| ---------------------------------------------------------------------------- | ---- | -------------------------------------------- |
| "Nothing Is Forever" "Now" "Eyes Without a Face" "So Close to Say I'm Happy" | 2006 | Silver Rocket – Unhappy Songs                |
| "I Say a Little Prayer"                                                      | 2006 | Gala duetów (V/A)                            |
| "W biegu"                                                                    | 2006 | Liroy – L Niño vol. 1                        |
| "Płyń"                                                                       | 2007 | Jacek Lachowicz – Za morzami                 |
| "Bonnie & Clyde"                                                             | 2007 | Tomasz Makowiecki – Ostatnie wspólne zdjęcie |
| "Johnny and Mary"                                                            | 2009 | Nouvelle Vague – 3                           |
| "Nigdy nie mów nigdy"                                                        | 2009 | Nigdy nie mów nigdy (soundtrack)             |
| "Babskie gad-anie"                                                           | 2011 | Ania Rusowicz – Mój Big-Bit                  |
| "Niebieski parasol"                                                          | 2012 | Kielich – Dziecko szczęścia                  |
| "Waitin'"                                                                    | 2012 | June – July Stars                            |
| "Leather and Lace"                                                           | 2013 | L.Stadt – You Gotta Move                     |
| "On ciągle walczył"                                                          | 2017 | Krzysztof Krawczyk – Duety                   |